# Мурашкинцев, Вячеслав Юрьевич
Вячеслав Юрьевич Мурашкинцев (род. 18 марта 1957, Москва, СССР) — советский футболист, полузащитник, нападающий. Мастер спорта СССР.

## Карьера
Воспитанник ДЮСШ московского «Спартака», за который дебютировал в Высшей лиге в матче против московского «Торпедо» (0:3), заменив после перерыва Валерия Гладилина. В 1977 году пополнил ряды рязанского «Спартака». В 1978 году перешёл в смоленскую «Искру». В 1979—1986 годах защищал цвета воронежского «Факела», где был признан лучшим игроком 1982 года. В январе 1987 года пополнил ряды тамбовского «Спартака». Летом того же года перешёл в ставропольское «Динамо». Завершил карьеру в калининской «Волге» в 1989 году.

## Достижения
- Победитель Первой лиги: 1984
- Бронзовый призёр Первой лиги: 1983
- Победитель 1-й зоны Второй лиги: 1979
- Серебряный призёр 1-й зоны Второй лиги: 1978
- Бронзовый призёр 3-й зоны Второй лиги: 1977
- Лучший игрок воронежского «Факела» в Высшей лиге: 1982